# Divisões Regionais da Espanha
Divisões Regionais de Futebol, também conhecidas como categorias regionais ou categorias territoriais, se refere às divisões de mais baixo nível da Liga espanhola de futebol.
Sua organização corre a cargo das 19 Federações Territoriais que integram a Real Federação Espanhola de Futebol. O número de divisões, grupos e equipes participantes varia em cada território.
- Galiza
  - Preferente Galiza (2 grupos) - 5ª divisão
  - Primeira Galiza (5 grupos) - 6ª divisão
  - Segunda Galiza (11 grupos) - 7ª divisão
  - Terceira Galiza (14 grupos) - 8ª divisão

- Asturias
  - Regional Preferente de Asturias (1 grupo) - 5ª divisão
  - Primeira Regional de Asturias (2 grupos) - 6ª divisão
  - Segunda Regional de Asturias (3 grupos) - 7ª divisão

- Cantabria
  - Regional Preferente de Cantabria (1 grupo) - 5ª divisão
  - Primeira Regional de Cantabria (1 grupo) - 6ª divisão
  - Segunda Regional de Cantabria (2 grupos) - 7ª divisão

- País Basco (Espanha)
  - Álava
    - Regional Preferente de Álava (1 grupo) - 5ª divisão
    - Primeira Regional de Álava (1 grupo) - 6ª divisão

- - Guipúzcoa
    - Divisão de Honra de Guipúzcoa (1 grupo) - 5ª divisão
    - Regional Preferente de Guipúzcoa (2 grupos) - 6ª divisão
    - Primeira Regional de Guipúzcoa (7 grupos) - 7ª divisão

- - Vizcaya
    - Divisão de Honra de Vizcaya (1 grupo) - 5ª divisão
    - Regional Preferente de Vizcaya (1 grupo) - 6ª divisão
    - Territorial Primeira Divisão de Vizcaya (2 grupos) - 7ª divisão
    - Territorial Segunda Divisão de Vizcaya (2 grupos) - 8ª divisão
    - Territorial Terceira Divisão de Vizcaya (2 grupos) - 9ª divisão

- Catalunha
  - Primeira Catalã (2 grupos) - 5ª divisão
  - Segunda Catalã (6 grupos) - 6ª divisão
  - Terceira Catalã (17 grupos) - 7ª divisão
  - Quarta Catalã (24 grupos) - 8ª divisão

- Comunidade Valenciana
  - Regional Preferente da Comunidade Valenciana (4 grupos) - 5ª divisão
  - Primeira Regional da Comunidade Valenciana (8 grupos) - 6ª divisão
  - Segunda Regional da Comunidade Valenciana (14 grupos) - 7ª divisão

- Comunidade de Madrid
  - Categoria Preferente de Aficionados da Comunidade de Madrid (2 grupos) - 5ª divisão
  - Primeira Categoria de Aficionados da Comunidade de Madrid(4 grupos) - 6ª divisão
  - Segunda Categoria de Aficionados da Comunidade de Madrid (8 grupos) - 7ª divisão
  - Terceira Categoria de Aficionados da Comunidade de Madrid (14 grupos) - 8ª divisão

- Castela e Leão
  - Primeira Divisão Regional Aficionados de Castela e Leão (2 grupos) - 5ª divisão
  - Primeira Divisão Provincial Aficionados de Castela e Leão (9 grupos) - 6ª divisão
  - Segunda Divisão Provincial Aficionados de Castela e Leão (3 grupos) - 7ª divisão
  - Terceira Divisão Provincial Aficionados de Castela e Leão (1 grupo) - 8ª divisão

- Andaluzia
  - Divisão de Honra da Andaluzia (2 grupos) - 5ª divisão
  - Primeira Divisão da Andaluzia (8 grupos) - 6ª divisão
  - Segunda Divisão da Andaluzia (12 grupos) - 7ª divisão
  - Terceira Divisão da Andaluzia (6 grupos) - 8ª divisão

- Melilha
  - Preferente de Melilha (1 grupo) - 5ª divisão

- Ceuta
  - Preferente de Ceuta (1 grupo) - 5ª divisão

- Ilhas Baleares
  - Ibiza-Formentera
    - Regional Preferente de Ibiza-Formentera - (1 grupo) - 5ª divisão

- - Mallorca
    - Primeira Regional Preferente de Mallorca (1 grupo) - 5ª divisão
    - Primeira Regional de Mallorca (1 grupo) - 6ª divisão
    - Segunda Regional de Mallorca (1 grupo) - 7ª divisão
    - Terceira Regional de Mallorca (1 grupo) - 8ª divisão

- - Menorca
    - Regional Preferente de Menorca (1 grupo) - 5ª divisão

- Ilhas Canárias
  - Las Palmas
    - Interinsular Preferente de Las Palmas (1 grupo) - 5ª divisão
    - Primeira Regional Aficionado-Gran Canária (4 grupos) - 6ª divisão
    - Segunda Regional Aficionado-Gran Canária (2 grupos) - 7ª divisão

- - Tenerife
    - Interinsular Preferente de Tenerife (2 grupos) - 5ª divisão
    - Primeira Interinsular-Tenerife (2 grupos) - 6ª divisão
    - Segunda Interinsular-Tenerife (3 grupos) - 7ª divisão

- Região de Múrcia
  - Preferente Autonómica da Região de Múrcia (1 grupo) - 5ª divisão
  - Primeira Autonómica da Região de Múrcia (1 grupo) - 6ª divisão
  - Segunda Autonómica da Região de Múrcia (1 grupo) - 7ª divisão

- Extremadura
  - Regional Preferente de Extremadura (3 grupos) - 5ª divisão
  - Primeira Regional de Extremadura (4 grupos) - 6ª divisão

- Navarra
  - Primeira Autonómica de Navarra (1 grupo) - 5ª divisão
  - Preferente de Navarra (2 grupos) - 6.ª divisão
  - Primeira Regional de Navarra (4 grupos) - 7ª divisão

- La Rioja
  - Regional Preferente de La Rioja (1 grupo) - 5ª divisão

- Aragão
  - Regional Preferente de Aragão (2 grupos) - 5ª divisão
  - Primeira Regional de Aragão (4 grupos) - 6ª divisão
  - Segunda Regional de Aragão (5 grupos) - 7ª divisão
  - Segunda Regional B de Aragão (1 grupo) - 8ª divisão
  - Terceira Regional de Aragão (3 grupos) - 9ª divisão

- Castilla-La Mancha
  - Primeira Autonómica Preferente de Castilla-La Mancha (2 grupos) - 5ª divisão
  - Primeira Divisão Autonómica de Castilla-La Mancha (4 grupos) - 6ª divisão
  - Segunda Divisão Autonómica de Castilla-La Mancha (5 grupos) - 7ª divisão